# Mesembia venosa
Mesembia venosa is een insectensoort uit de familie Anisembiidae, die tot de orde webspinners (Embioptera) behoort. De soort komt voor in Cuba.
Mesembia venosa is voor het eerst wetenschappelijk beschreven door Banks in 1924.